# Gertler Endre
Gertler Endre (André Gertler) (Budapest, 1907. július 26. – Brüsszel, 1998. július 23.) hegedűművész, tanár.

## Pályafutása
Édesapja Gertler Adolf érsekújvári születésű kereskedő, édesanyja Berger Friderika (1880–1943) voltak. Apai nagyszülei Gertler József (1837–1920) kereskedő és Schlesinger Betti, anyai nagyszülei Berger Fülöp és Feigl Berta voltak.
Gertler Endre családja több tagja is a művészi pályát választotta: egyik testvére Gertler Tibor festőművész, másik testvére, Gertler Viktor, filmrendező lett.
Hatéves korában Budapesten kezdte hegedűtanulmányait, 1925-ben végzett a Zeneakadémia hegedű szakán, ahol mesterei Bloch József, Studer Oszkár, Hubay Jenő voltak, zeneszerzés tanára Kodály Zoltán, kamarazenét Weiner Leó osztályában tanult.
1920-tól kezdve koncertezett; s 1926-ban koncert körúton játszott Belgiumban. Mint a Hubay-iskola sok más neveltje, úgy Gertler sem itthon folytatta karrierjét, 1928-ban tanárai ajánló levelével Brüsszelbe költözött, ahol Eugène Ysaÿe-nál tökéletesíthette technikai tudását. Első brüsszeli koncertjeit több koncert meghívás követte Belgiumban, Hollandiában, Svájcban, Franciaországban és Olaszországban. 1931-ben megalapította a Gertler vonósnégyest, mellyel sikeres turnékon vettek részt (1931-1951), de évente koncerteztek Budapesten is 1932 és 1936 között – többek között Bartók vonósnégyeseivel programjukon.
Belgiumi elismertségét mutatja, hogy már 1937-ben Brüsszelben az Erzsébet Királynő Nemzetközi Hegedűverseny zsűrijében vett részt. 1952-ben Poznanban a Henryk Wieniawski Nemzetközi Hegedűverseny zsűritagja volt, ekkor ismerte meg az első díjat nyert Igor Ojsztrahot, akihez életre szóló barátság fűzte. Művészetét számos hanglemez őrzi – közülük több felvétel nemzetközi nagydíjat nyert.
Felesége Diane Andersen zongoraművész, akivel rendszeresen koncertezett, közös lemezfelvételeket készítettek.

## Kortárszene iránti elkötelezettsége
A 20. század hegedűirodalmának remekműveit állandóan repertoárján tartotta. Már diploma koncertje előtt pár hónappal 1925-ben adott zeneakadémiai koncertje előrevetíti kortárszene népszerűsítése iránti elkötelezettségét, kortárs svájci zeneszerzők műveit adta elő, Hermann Suter Hegedűversenyét és Volkmar Andreae Rapszódiáját.
Bartók Bélához művészi és személyes kapcsolat is fűzte. Először feltehetően a Szonatina hegedű-zongora átírása kapcsán találkoztak, később közösen koncerteztek 1937-ben Pápán, 1938-ban Antwerpenben, Brüsszelben. A Geyer Stefi számára komponált ifjúkori Hegedűverseny első magyarországi előadása Budapesten (1960), az ő nevéhez fűződik, és Párizs is Gertler játékában ismeri meg Bartók mindkét Hegedűversenyét, London a Szóló szonátát. Felvette Bartók összes hegedűre komponált művét (köztük a két hegedűversenyt és a 44 duót Josef Sukkal), a prágai Supraphon cég által készített felvételsorozat 1967-ben Grand Prix de Disque díjat nyert Párizsban.
1948-ban elsőként adta elő Alban Berg Budapesten akkor még ismeretlen Hegedűversenyét.
Seiber Mátyás: Fantasia concertante lemez felvétele, Kókai Rezső: Hegedűverseny lemezfelvétele, Tardos Béla: Szonáta lemezfelvétele, mind a magyar zene iránti elkötelezettségét mutatja.
Más kortárs zeneszerzőkkel is, mint Igor Stravinsky, Darius Milhaud, Paul Hindemith és Karl Amadeus Hartmann, személyes kapcsolatot ápolt.

## Zenepedagógiai munkássága
Gertler Endre pedagógusként is sikeres karriert tudhat magáénak. 1940-től a brüsszeli királyi konzervatórium (Chapelle Musicale Reine Elisabeth) először kamarazene tanára, pár évvel később kinevezik a hegedűtanszak tanárává, mely posztot 70 éves koráig megtartotta, több mint harminc éven át volt az intézmény kiváló professzora. Emellett párhuzamosan 1954-1959 között a kölni Zeneművészeti Főiskola majd 1964-től a hannoveri Zeneművészeti Főiskola tanára lett.
Graham Whettam, angol zeneszerző, a zenepedagógus Gertlerről így ír "Gertler Endre annak a láncolatnak a része, mely egyik kiváló pedagógustól egy másik ünnepelt magyaron át Joachim Józsefig és ezen túl egészen Felix Mendelssohning húzódik."
Legsikeresebb tanítványai közé tartozott Joshua Epstein, Carola Nasdala, Hedwig Pirlet-Reiners, André Rieu és Rudolf Werthen.
Élete utolsó tíz évében mesterkurzust vezetett lakóhelyén, Uccle-ban.
Gazdag tapasztalatait itthon is örömmel adta át, megalakulása után sok éven át a Bartók Szeminárium vendégprofesszoraként tevékenykedett.

## Díjai
- Reményi-díj
- Pro Cultura Hungarica díj
- Order of Merit of the Federal Republic of Germany
- Chevaliers of the Ordre des Arts et des Lettres (France)
- Honorary Member of the Royal Academy of Music (England)

## Lemezei
- Bartók: Sonata No. 1 / Sonatina / Hungarian Folk Songs, Supraphon SUA ST 50650
- Bartók: Sonáta for violin and piano No 2 / Sonata for violin solo, Supraphon SUA ST 50481
- Bartók Concerto for violin and orchestra No. 1, Op. Posth., Supraphon SUA ST 50466
- Bartók Violin Concerto No. 2, Supraphon SUA ST 50696,
- Bartók Two Rhapsodies for violin and orchestra, Supraphon SUA ST 50466
- Bartók: Sonata for violin and piano (Unpubleshed), Supraphon SUA ST 50740
- Bartók: "Contrasts" for violin, clarinet and piano, Supraphon SUA ST 50740
- Bartók: 44 Duos For Violins (LP), Supraphon
- A. Berg: Violin Concerto, Columbia 33C 1030
- Kókai Rezső: Hegedűverseny, Hungaroton Classic HCD 31990
- Malipiero: Violin concerto No. 1. Supraphon SU 3904-2 (CD)
- Alfredo Casella. Violin Concerto in A minor, Op. 48, Supraphon SU 3904-2 (CD)
- Mátyás Seiber: Fantasia Concertante for Violin and Strings, Supraphon

## Zsűritag
- Queen Elisabeth International Music Competition Belgium Brüsszel,[12]
- Paganini Competition Genova (Olaszország)
- Henryk Wieniawski Violin Competition Poznan (Lengyelország)
- Geneva International Music Competition (Svájc)
- Vianna da Motta International Music Competition(Portugália)
- Enescu Competition in Bucharest (Románia)
- Bartók Competition in Budapest (Magyarország)
- International Jean Sibelius Violin Competition Helsinki (Finnország)
- Curci International Competition in Naples (Olaszország)
- London International Violin Competition Flesch (Anglia)